# Горелов, Александр Михайлович
Александр Михайлович Горелов (род. 14 октября 1981, Москва) — российский хоккеист, защитник. Мастер спорта России (2010).

## Биография
Воспитанник СДЮШОР ЦСКА. Начинал играть в ХК ЦСКА-2 (с сезона 1999/2000), в следующем сезоне дебютировал в ХК ЦСКА. Играл за «Крылья Советов» (2002/03, 2009/10), «Нефтехимик» (2003/04 — 2004/05), ХК МВД (2005), «Северсталь» (2005/06 — 2006/07), «Химик» Воскресенск (2007/08 — 2008/09), «Рысь» (2008/09), «Неман» Гродно (Беларусь, 2010/11).
Участник хоккейного турнира зимней Универсиады 2001.
Серебряный призёр чемпионата Беларуси (2010/11).